# Якова, Коле
Коле Якова (алб. Kolë Jakova; 15 декабря 1916, Шкодер — 16 ноября 2002, Тирана) — албанский драматург, поэт, прозаик, сценарист, театральный деятель. Один из основателей современной албанской драмы.

## Биография
Сын ремесленника, младший брат Тука Яковы. Во время Второй мировой войны активно участвовал в антифашистском движении Сопротивления, партизанил, организовывал партизанский театр, написал свои первые произведения («Песня о трёх героях», «Партизанские орлы», которые вскоре стали песнями).
После окончания войны занялся литературным творчеством, создал ряд поэтических произведений на тему борьбы албанских партизан. С 1947 года — драматург. Первоначально в его творчестве преобладали комедии, но наибольшую известность принесли ему пафосные произведения, относящиеся к истории Албании.
В 1954 году он создал драму «Наша земля» (Toka jonë), классический пример соцреализма в албанской литературе. В 1964 году эта драма стала основой для сценария одноимённого фильма, снятого режиссёром Хисена Хакани.
Драмы К. Якова, написанные в 1960-х — 1970-х годах, согласно новой партийной линии, освещали проблемы улучшения уровня жизни сельского населения Албании, борьбы с религией и др.
В 1945—1946 годах К. Якова руководил Албанской государственной филармонией. В 1947—1949 годах был директором столичного «Народного Театра» (Teatr Popullor), позже Национальный театр в Тиране.

## Избранные произведения
Драмы
- 1947: Dom Gjoni
- 1949: Halili dhe Hajria
- 1953: Motori (Машина)
- 1954: Toka jonë (Наш дом)
- 1965: Përkolgjinajt
- 1972: Gjetani
- 1976: Lulet e shegës (Цветы гранита)
- 1977: Lugajanet
- 1978: Permbytja e madhe (Большое путешествие)

Повести и рассказы
- 1967: Ndihme konkrete (Конкретная помощь)
- 1975: Bashkë me Agimin (Вместе с Агимом)
- 1979: Mbreti i divave (Король гигантов)
- 1979: Fshati midis ujërave (Село между водами)
- 1984: Kulla buzë liqenit

Киносценарии
- 1978: Kur hidheshin themelet
- 1983: Bilbili mëndjelehtë